# Loweina terminata
Loweina terminata är en fiskart som beskrevs av Becker, 1964. Loweina terminata ingår i släktet Loweina och familjen prickfiskar. Inga underarter finns listade i Catalogue of Life.